# François Leguat
François Leguat (1637/1639 – setembro de 1735) foi um explorador e naturalista francês. É conhecido por fazer uma descrição detalhada do solitário-de-rodrigues em vida, antes da ave ser extinta.

## Biografia
Leguat era um huguenote francês originário da Província de Bresse, que hoje faz parte do departamento de Ain. Ele fugiu para a Holanda em 1689 após a revogação do Édito de Nantes, em 1685. Marquis Henri du Quesne havia publicado um livro que dá um brilhante descrição da ilha da Reunião e, com a colaboração da Companhia das Índias Orientais Holandesas, estava planejando estabelecer uma colônia de refugiados protestantes franceses na ilha. Dois navios foram destacados para este propósito e muitos refugiados, incluindo Leguat, estavam ansiosos para se tornar colonos, mas quando du Quesne soube que a França tinha enviado um esquadrão de navios para a ilha, ele abandonou esse plano pois queria evitar qualquer confronto com os franceses. Em vez disso, ele equipou uma pequena fragata, L'Hirondelle e encarregou o capitão, Anthony Valleau, de fazer um reconhecimento das ilhas Mascarenhas, e para tomar posse de qualquer ilha encontrada desocupada e adequada para a colonização. Parece que os colonos não foram informados desta mudança de planos. Em 10 de julho de 1690, Leguat e nove voluntários, todos homens, embarcaram no L'Hirondelle em Amsterdã com a intenção de começar uma nova vida na ilha de Reunião, que eles acreditavam haver sido abandonada pelos franceses. Em vez disso, em 16 de maio de 1691, Leguat e sete companheiros foram abandonados na ilha desabitada de Rodrigues.